# دهستان لاسگرد
دهستان لاسگرد، یکی از دهستان‌های بخش مرکزی شهرستان سرخه در استان سمنان ایران است. مرکز این دهستان، روستای لاسجرد است.

## جمعیت
بر پایه سرشماری عمومی نفوس و مسکن در سال ۱۳۹۵، جمعیت دهستان لاسگرد برابر با ۱٬۵۶۵ نفر بوده است.